# Arthur Wilson Verity
Arthur Wilson Verity, född 1863, död 1937, var en brittisk litteraturvetare. Verity utbildade sig vid Universitetet i Cambridge där han var inskriven vid Trinity College. Han är mest känd för sitt arbete med att redigera och kommentera dramatiska arbeten, bland annat av Shakespeare och Marlowe.